# Braquiteri
El braquiteri (Brachytherium cuspidatum) és una espècie extinta de mamífer litoptern de la família dels proterotèrids que visqué a Sud-amèrica durant el Miocè superior, fa entre 6,8 i 9 milions d'anys. Se n'han trobat restes fòssils a les províncies argentines d'Entre Ríos i La Pampa. Es tracta de l'única espècie reconeguda del gènere Brachytherium. El nom genèric Brachytherium significa ‘bèstia curta’, mentre que el nom específic cuspidatum significa ‘cuspidat’ en llatí.